# Mîlovîdivka (Pidlisnivka), Sumî
Mîlovîdivka (în ucraineană Миловидівка) este un sat în comuna Pidlisnivka din raionul Sumî, regiunea Sumî, Ucraina.

## Demografie
Componența lingvistică a localității Mîlovîdivka
     Ucraineană (94,84%)
     Rusă (5,16%)
Conform recensământului din 2001, majoritatea populației localității Mîlovîdivka era vorbitoare de ucraineană (94,84%), existând în minoritate și vorbitori de rusă (5,16%).